# Patna
Patna (Hindi: पटना, Paṭnā) ist die rund 1,8 Millionen Einwohner zählende Hauptstadt des Bundesstaates Bihar im Nordosten Indiens. Ältere Namen lauten Kusumpura, Pushpapura, Pataliputra sowie Azimabad. Patna ist Sitz eines römisch-katholischen Erzbistums.

## Lage
Patna liegt auf dem Südufer des Ganges in einer Höhe von ca. 50 m ü. d. M.; die heilige Stadt Varanasi befindet sich rund 250 km (Fahrtstrecke) westlich, die westbengalische Hauptstadt Kolkata liegt rund 560 km südöstlich. Das Klima ist warm bis heiß; Regen fällt nahezu ausschließlich in den sommerlichen Monsunmonaten.

## Bevölkerung
Offizielle Bevölkerungsstatistiken werden erst seit 1991 geführt und veröffentlicht.
| Jahr      | 1991    | 2001      | 2011      |
| Einwohner | 917.243 | 1.427.709 | 1.684.297 |

Knapp 86,5 % der mehrheitlich Magadhi, Hindi und Urdu sprechenden Bevölkerung sind Hindus, etwa 12,5 % sind Moslems; andere Religionen wie Sikhs, Buddhisten, Jains und Christen etc. bilden zahlenmäßig kleine Minderheiten. Der männliche Bevölkerungsanteil liegt ungefähr 12 % über dem weiblichen.
Für 2050 wird mit einer Bevölkerung von über 5,1 Millionen Menschen in der Agglomeration gerechnet.

## Wirtschaft

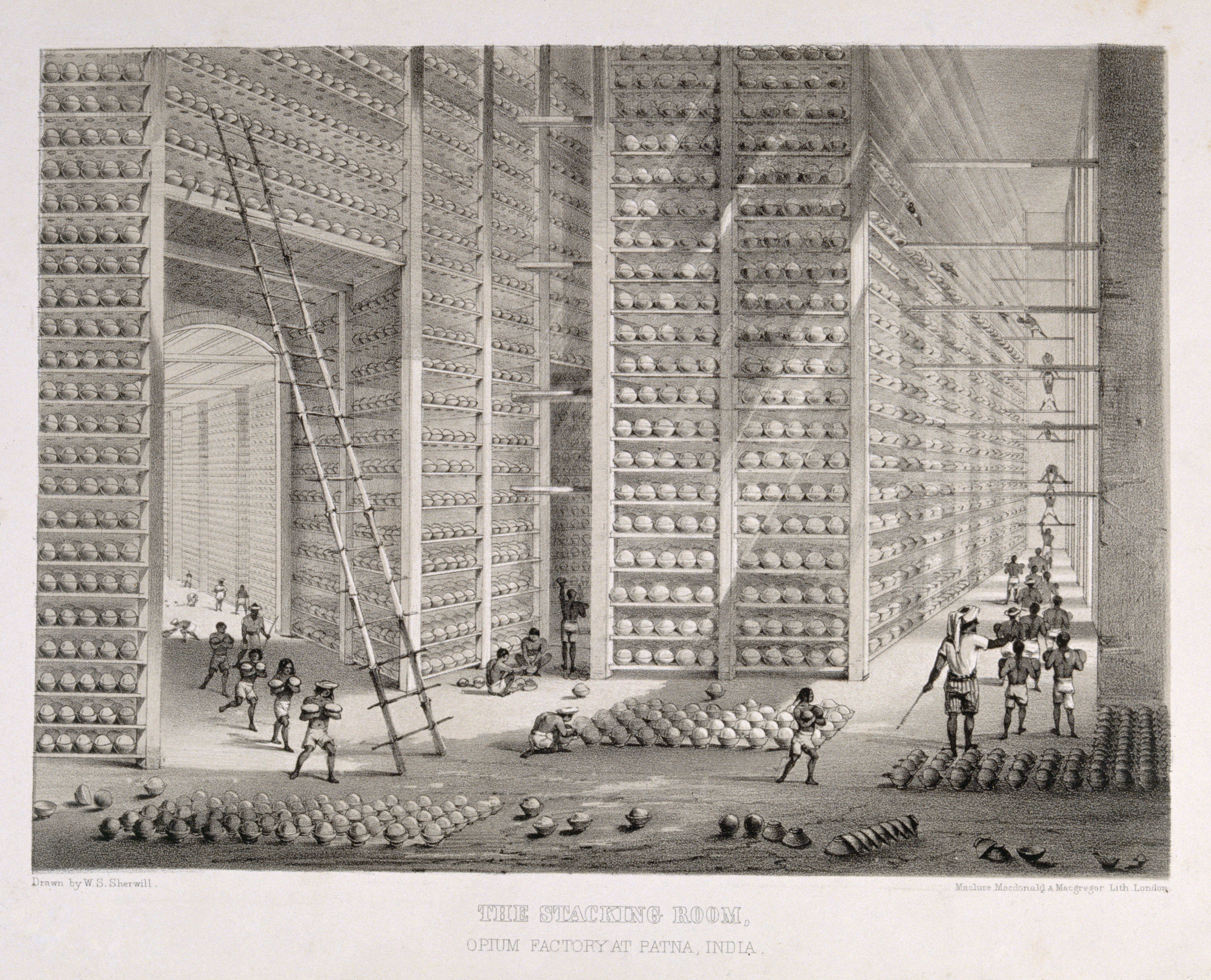
Lithographie des Lagers einer Opiumfabrik in Patna, Britisch-Indien, circa 1850

Das Umland von Patna ist fruchtbar; bereits Abu 'l-Fazl, der Chronist des Mogulherrschers Akbar I., erwähnt die Qualität des hier angebauten Reises und beschreibt die Stadt als Zentrum der Papier- und Glasherstellung.
Mit Beginn des 19. Jahrhunderts wurde die Stadt das Zentrum des von der britischen Ostindienkompanie unter ihrem Produktionsmonopol in Bengalen hergestellte Patna-Opium. Dieses Opium, welches qualitativ hochwertiger war als das in China selbst produzierte Rauschmittel, wurde von einem Depot der Kompanie auf der Insel Lintin mit flachgehenden Ruderbooten mit Hilfssegeln und jeweils 50 bis 60 Mann Besatzung illegal durch Schmuggler ins Landesinnere verbracht. Man schätzte 1831, dass etwa 100 bis 200 Boote dieses Geschäft betrieben.
1823 löste Opium Baumwolle als Topimport des chinesischen Kaiserreichs ab. Von 1805 bis 1839 hatte sich die Menge des von der Ostindienkompanie nach China exportierten Opiums von 3159 Kisten auf 40200 Kisten vervielfacht. Als China 1836 begann, Maßnahmen dagegen zu setzen, war in Folge diese Schwemme an Opium mit ein Grund für den Beginn des Ersten Opiumkrieges.
Heute ist Patna ein wichtiges Landhandelszentrum (Reis, Getreide, Zuckerrohr, Sesam). Außerdem haben sich hier kleinere und mittlere Handwerks- und Industriebetriebe sowie Dienstleister aller Art (Banken, Versicherungen, Krankenhäuser, Schulen etc.) angesiedelt.
Patna ist über den 5 km südwestlich der Stadt gelegenen Lok Nayak Jaya Prakash Narayan Airport in das Luftverkehrsnetz Indiens eingebunden.

## Geschichte
Patna/Pataliputra hat eine lange Geschichte: Im 5. Jahrhundert v. Chr. verlagerte Ajatasattu die Hauptstadt des Königreiches von Magadha von Rajgir nach Pataliputra; in dieser Zeit besuchten der Überlieferung zufolge auch Buddha und Mahavira, der Begründer des Jainismus, die Stadt. Um 300 v. Chr. weilte der in Kleinasien geborene Grieche Megasthenes mehrmals am Hofe Chandragupta Mauryas und beschrieb Pataliputra als größte ihm bekannte Stadt. Im 2. und 1. Jahrhundert v. Chr. beherrschte die Shunga-Dynastie von Pataliputra und von Vidisha aus weite Teile Nordindiens. Um 400 n. Chr. verbrachte der chinesische Mönch und Pilger Fa Hsien mehrere Monate in der Stadt. Auch unter den Gupta-Herrschern (ca. 320–550) und den Pala-Königen (ca. 750–1150) blieb Pataliputra Reichshauptstadt. Um das Jahr 1200 eroberte Muhammad bin Bakhtiyar Khilji weite Teile Nordindiens, die dann an das Sultanat von Delhi fielen, das 1528 von den Moguln erobert wurde. Bereits im Jahr 1620 hatte die Britische Ostindien-Kompanie in Patna eine Handelsstation eingerichtet; Exportgüter wie Reis und Salpeter wurden über den Ganges nach Calcutta verschifft und dort auf größere Schiffe umgeladen. Im Jahr 1632 bezeichnet der englische Kaufmann Peter Mundy Patna als den „größten Handelsplatz des Ostens“ und im Jahr 1793 wurde die Stadt von den Briten annektiert. In der Krankenschwesternschule von Patna war die spätere Mutter Teresa eine Schülerin der Missionsärztlichen Schwestern.

## Sport
Das Moin-ul-Haq Stadium war einer der Austragungsorte beim Cricket World Cup 1996.

## Sehenswürdigkeiten

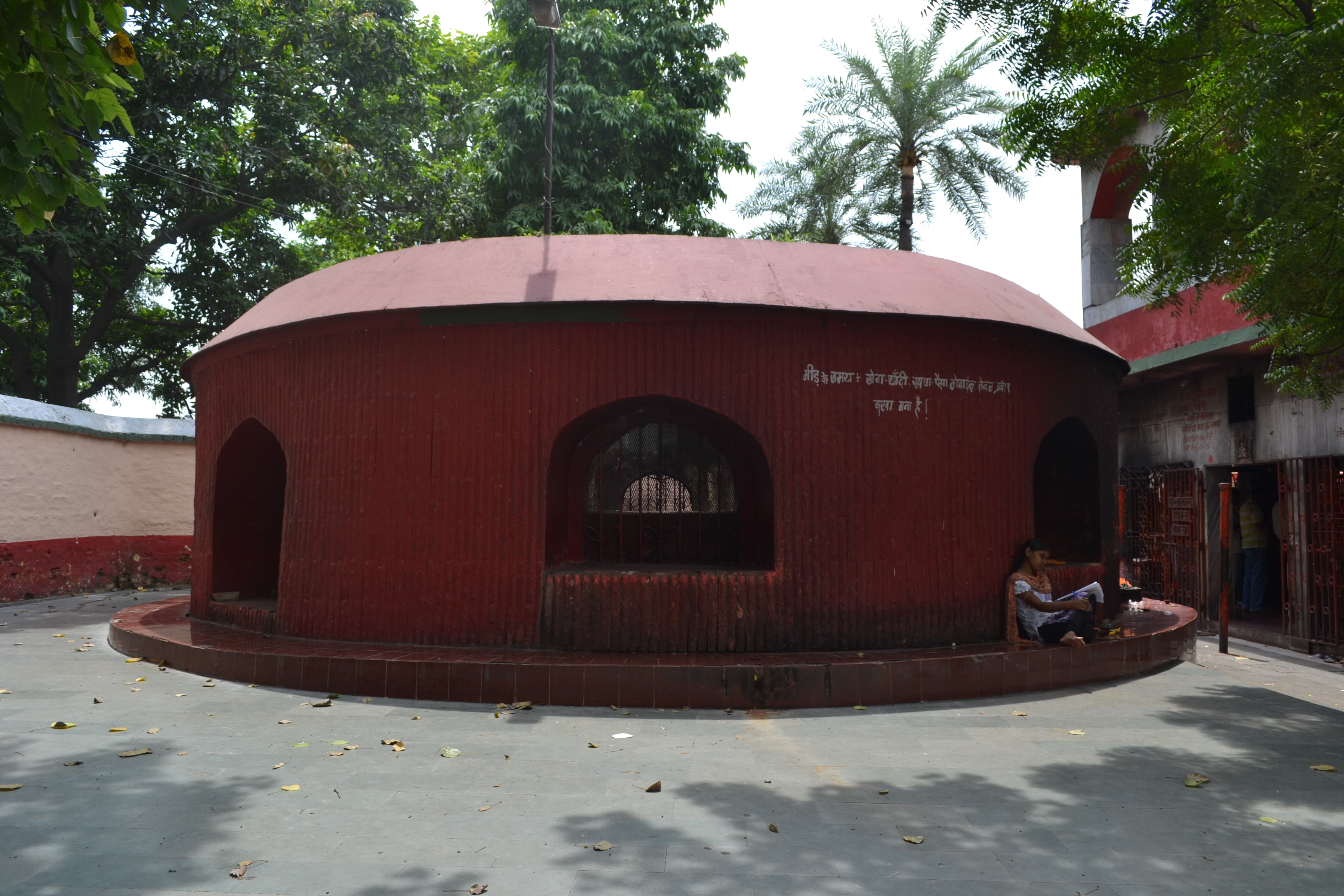
Agam-Kuan-Brunnen

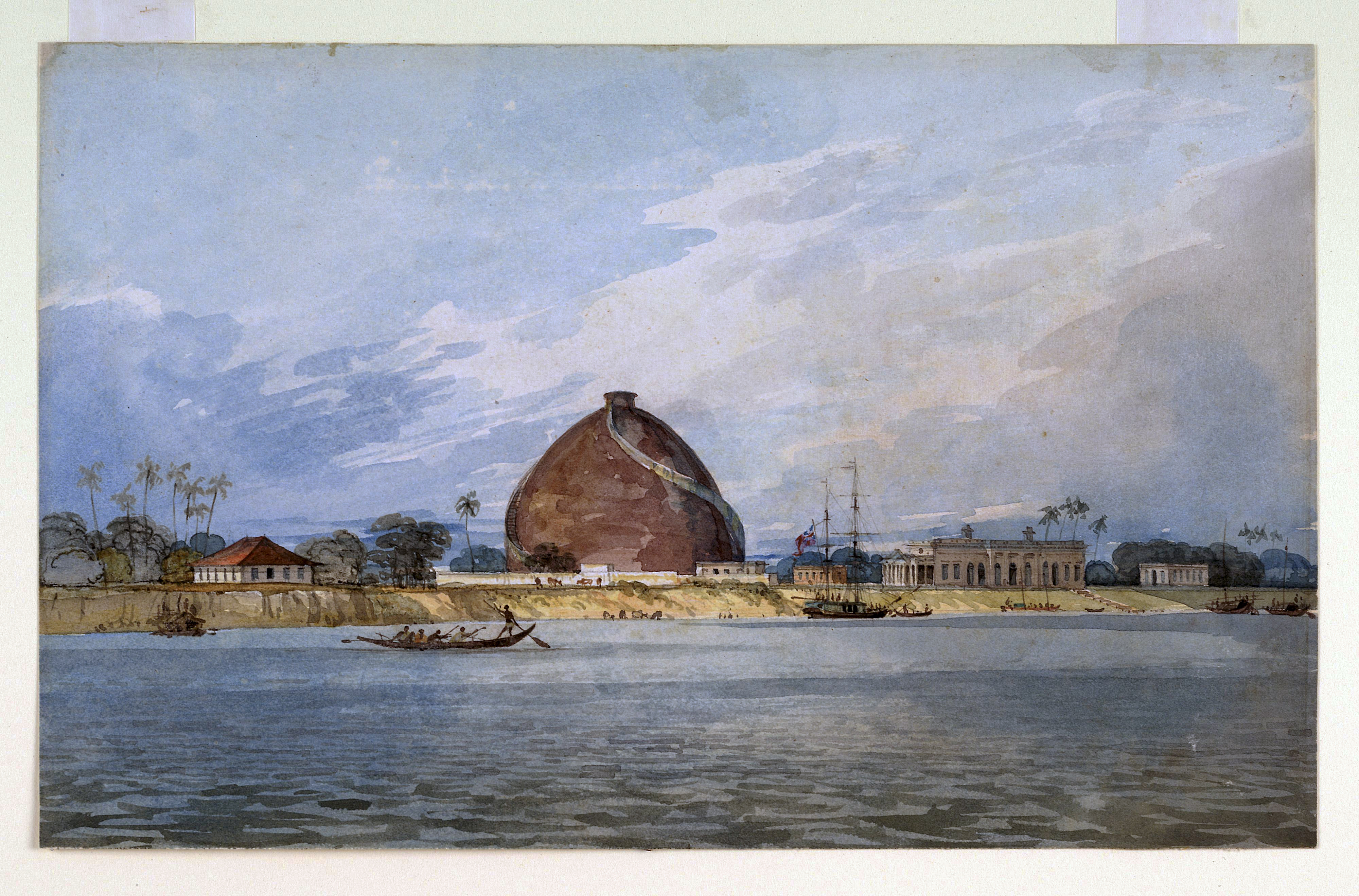
Kornspeicher Golghar (um 1815)

Trotz ihrer langen Geschichte hat die Stadt nur wenige Sehenswürdigkeiten von historischer und kultureller Bedeutung; sie ist jedoch ein vielbesuchtes Pilgerzentrum für Angehörige aller indischer Religionen.
- Der ca. 4 km östlich des Stadtzentrums gelegene Agam-Kuan-Brunnen wurde der Legende nach vom Mauriya-Herrscher Ashoka erbaut. Der heutige Bau ist deutlich jünger.
- Den Ganges überspannt seit 1982 die Brücke Mahatma Gandhi Setu, mit einer Länge von 5.575 m die zweitlängste Brücke des Landes
- Gandhi-Statue, Bronzeskulptur
- In der Nähe befindet sich die Ausgrabungsstätte von Kumhrar mit Funden aus der Maurya-Zeit (3. und 2. Jh. v. Chr.).
- Die Begu-Hajjam-Moschee wurde wahrscheinlich kurz vor oder kurz nach 1500 erbaut.
- Um das Jahr 1540 entstand die fünfkuppelige Sher-Shah-Suri-Moschee.
- Nach einer Hungersnot ließ der Engländer John Garstin im Jahr 1786 am Ufer des Ganges einen kuppelförmigen Kornspeicher mit Außentreppe (Golghar) erbauen. Er ist heute das Wahrzeichen der Stadt.
- Der Sikh-Tempel (Takht Sri Harimandar Sahib), der im frühen 19. Jahrhundert durch den panjabischen Maharaja Ranjit Singh erbaut worden ist, markiert den Geburtsort von Guru Gobindh Singh.
- Der dem Hindu-Gott Hanuman geweihte Mahavir-Mandir hat eine lange Geschichte. Der heutige Bau stammt jedoch aus dem 20. Jahrhundert.
- Bedeutsam für die Stadt ist auch der in den 1970er Jahren von der Industriellenfamilie Birla erbaute Birla-Tempel.
- Die Stadt hat ein bekanntes archäologisches Museum (Patna Museum) mit buddhistischen und hinduistischen Stein-, Bronze- und Terrakottafiguren. Daneben werden auch andere Fundstücke wie ein riesiger fossiler Baum gezeigt.
- Die Orientalische Bibliothek (Khuda Bakhsh Oriental Library) enthält eine Sammlung von historischen Werken.
- Seit 1916 ist die Stadt Sitz des Patna High Courts, des obersten Gerichts für den Bundesstaat Bihar.
- Die Universität von Patna wurde 1917 eröffnet.
- Auf der anderen Seite des Ganges findet alljährlich im November und Dezember die Sonpur Mela statt.

## Persönlichkeiten
Patna ist Geburtsort von
- Bidil oder Mirza Abdul Qadir Bedil-i Dihlawi (1645–1721), Dichter des indischen Stils in der persischen Dichtung
- Gobind Singh (1666–1708), 10. und letzter Guru der Sikhs
- Lalu Prasad Yadav (* 1947), früherer Chief Minister Bihars und Eisenbahnminister Indiens
- Sonakshi Sinha (* 1987), Schauspielerin
- Ishan Kishan (* 1998), Cricketspieler